# Guardian Building
Guardian Building er en skyskraber i Detroit, Michigan i USA. Bygningen ejes af Wayne County og er amtets hovedbygning. Guardian Building stod færdig i 1929, og blev oprindelig kaldt Union Trust Building efter banken, som den husede efter opførelsen. Den er et godt eksempel på art deco inden for arkitekturen, og har siden 1989 været fredet som en nationalhistorisk bygning.

## Arkitektur
Guardian Building er tegnet af Wirt C. Rowland fra firmaet Smith, Hinchman & Grylls. Hovedstrukturen er 151 meter høj og har 36 etager, og toppes af to asymmetriske spir, hvoraf det højeste når op til 192,6 m. Eksteriøret blander murværk med tegl, kalksten og terrakotta. Interiøret er rigt dekoreret med mosaikker og fliser. Indianertemaer går igen både indvendigt og udvendigt på bygningen, som også indeholder værker af murmaleren Ezra Winter. Rowlands fokus på detaljer var omhyggelig. Han holdt øje med fremstillingen af mursten for at opnå den ønskede farve udvendigt, og designede møblerne i bankens kontorer. Han designede også middagsbestik, duge og tjeneruniformer for en restaurant i bygningen.
Guardian Building har fået tilnavnet Cathedral of Finance – et navn, som stammer både fra bygningens lighedstræk med en katedral (med sit tårn over hovedindgangen og dens ottekantede korrunding i den modsatte ende), og med New Yorks Woolworth Building, som tidligere havde fået tilnavnet Cathedral of Commerce.

## Historie
Oberst Frank Hecker og Michigans senator James McMillan var begge grundlæggere af Union Trust, som byggede Guardian. Under den anden verdenskrig var Guardian Building kommandocenteret for U.S. Armys våbenproduktion, og Detroit blev derfor kaldt Arsenal of Democracy. Guardian Building blev senere til kontorlokaler for diverse firmaer i centrum af Detroit, og blev restaureret i 1986.
Den 18. juli 2007 annoncerede Wayne Countys repræsentant Robert Ficano en aftale med de daværende ejere om et køb af Guardian Building og en flytning af Wayne Countys kontorer fra Wayne County Building til Guardian Building. Aftalen er del af en større opkøbsaftale til en værdi af 33,5 millioner dollar i ejendomsopkøb i Detroit centrum.

## Billedgalleri
- Udsigt fra Woodward Avenue.
- Guardian Building til venstre, One Woodward Avenue til højre
- Flaget kan ses fra hele byen og i Windsor, Ontario